# أمين شميل
أَمين شُمَيِّل هو أمين بن إبراهيم شميل، كاتب وباحث، ولد في كفرشيما في لبنان عام 1828م الموافق 1243هـ وهو شقيق الطبيب شبلي شميل، قام بإنشاء جريدة الحقوق في القاهرة، واحترف التجارة ثم المحاماة، وتوفي في القاهرة عام 1897م الموافق 1243هـ.

## من تآليفه
- الوافي بالمسألة الشرقية
- المبتكر.
- السدرة الجلية في المباحث القضائية.
- بستان النزهات في فن المخلوقات.